# Miguel Capuccini
Miguel Capuccini (5. leden 1904, Montevideo – 9. červen 1980) byl uruguayský fotbalový brankář.
S uruguayskou reprezentací vyhrál mistrovství světa ve fotbale 1930, byť byl náhradníkem a do bojů na turnaji nezasáhl. V národním týmu působil v roce 1927 a odehrál 6 utkání, v nichž obdržel 6 branek.
Byl hráčem Peñarolu Montevideo